# Campeonato de Rusia de Ciclismo Contrarreloj
Los Campeonatos de Rusia de Ciclismo Contrarreloj se organizan anual e ininterrumpidamente desde el año 1994 para determinar el campeón ciclista de Rusia de cada año, en la modalidad. 
El título se otorga al vencedor de una única carrera, en la modalidad de Contrarreloj individual. El vencedor obtiene el derecho a portar un maillot con los colores de la Bandera de Rusia hasta el campeonato del año siguiente, solamente cuando disputa pruebas Contrarreloj.
Los corredores más laureados son Vladimir Gusev y Artem Ovechkin, con cinco victorias.

## Palmarés
| Año  | Ganador              | Segundo            | Tercero                |
| 1994 | Evgueni Berzin       | Evgueni Izboldin   | Igor Proutskih         |
| 1998 | Oleg Joukov          | Alexei Sivakov     | Edouard Gritsoun       |
| 1999 | Sergei Startchenkov  | Dmitry Semov       | Konstantine Gradoussov |
| 2000 | Yevgeni Petrov       | Oleg Joukov        | Denis Menchov          |
| 2001 | Dimitri Semov        | Denis Bondarenko   | Andrei Zintchenko      |
| 2002 | Yevgeni Petrov       | Dimitri Semov      | Vladimir Karpets       |
| 2003 | Vladimir Gusev       | Alexandre Bespalov | Vladislav Borisov      |
| 2004 | Alexandre Bespalov   | Oleg Zhukov        | Dimitri Semov          |
| 2005 | Vladimir Gusev       | Alexandre Bespalov | Vladislav Borisov      |
| 2006 | Alexandre Bespalov   | Alexei Belov       | Maxim Belkov           |
| 2007 | Vladimir Gusev       | Yevgeni Petrov     | Alexandre Bespalov     |
| 2008 | Vladimir Gusev       | Timofey Kritskiy   | Vladimir Karpets       |
| 2009 | Artem Ovechkin       | Mijaíl Ignátiev    | Maxim Belkov           |
| 2010 | Vladimir Gusev       | Mijaíl Ignátiev    | Alexandr Arekeev       |
| 2011 | Mijaíl Ignátiev      | Vladimir Karpets   | Evgeny Sokolov         |
| 2012 | Denis Menchov        | Dmitry Sokolov     | Valery Kaykov          |
| 2013 | Ilnur Zakarin        | Vladimir Gusev     | Artem Ovechkin         |
| 2014 | Anton Vorobyev       | Sergei Chernetski  | Artem Ovechkin         |
| 2015 | Artem Ovechkin       | Sergey Nikolaev    | Pavel Brutt            |
| 2016 | Sergei Chernetski    | Pavel Brutt        | Maxim Belkov           |
| 2017 | Ilnur Zakarin        | Maxim Belkov       | Anton Vorobyev         |
| 2018 | Artem Ovechkin       | Pavel Sivakov      | Anton Vorobyev         |
| 2019 | Artem Ovechkin       | Anton Vorobyev     | Artem Nych             |
| 2020 | Artem Ovechkin       | Sergey Shilov      | Victor Manakov         |
| 2021 | Aleksandr Vlasov     | Artem Ovechkin     | Vladislav Duyunov      |
| 2022 | Alexander Evtushenko | Petr Rikunov       | Viktor Manakov         |
| 2023 | Petr Rikunov         | Lev Gonov          | Dmitry Rozanov         |
| 2024 | Petr Rikunov         | Lev Gonov          | Ivan Menshov           |
| 2025 | Petr Rikunov         | Gleb Syritsa       | Andrei Belyanin        |

## Estadísticas

### Más victorias
| Ciclista           | Victorias | Años                          |
| ------------------ | --------- | ----------------------------- |
| Vladimir Gusev     | 5         | 2003, 2005, 2007, 2008 y 2010 |
| Artem Ovechkin     | 5         | 2009, 2015, 2018, 2019 y 2020 |
| Yevgeni Petrov     | 2         | 2000 y 2002                   |
| Alexandre Bespalov | 2         | 2004 y 2006                   |
| Ilnur Zakarin      | 2         | 2013 y 2017                   |

- En negrilla corredores activos.

## Fotografías destacadas
|  |  |